# انارک
انارک شهری در استان اصفهان و در فاصله ۷۵ کیلومتری شهرستان نائین است. این شهر در شمال شرق اصفهان و در حاشیهٔ دشت کویر قرار دارد. شهر انارک دارای قلعه و حصاری بوده است که قسمتی از آن هنوز پابرجاست. در گویش محلی این شهر نارُسینه و اهالی آن نارُسنایی خوانده می‌شوند. آب و هوای این شهر بیابانی خشک و میانگین بارش سالیانه آن حدود ۱۰۸ میلی‌متر است.
این شهر علی‌رغم کوچک بودن به خاطر داشتن معادن زیاد از جمله معادن مس و طلا بسیار استراتژیک و مهم می‌باشد به همین خاطر از قدیم دارای فرودگاه بوده و علی‌رغم کم جمعیت بودن دارای شهرداری می‌باشد.

## تاریخ
در مورد زمان بنا نهاده شدن این شهر توافقی وجود ندارد. به نقلی بنای این شهر به زمان ساسانیان برمی‌گردد که واحه‌ای بر سر راه معدن سرب و نقره نخلک بوده است. روایات شفاهی بنای اولین خشت انارک را به زمان شاه عباس و شخصی به نام محمد پهلوان نسبت می‌دهند.
در دوران استیلای اعراب و پس از آن تا حدود اواخر دوران قاجاریه انارک به عنوان چهارراه ارتباطی مورد توجه بوده است. مسیری که از جنوب کشور آغاز و به ورامین و تهران ختم می‌شد. هم‌اکنون نیز استانهای غربی کشور برای دسترسی به استانهای شرقی و مخصوصاً خراسان رضوی از این شهر عبور می‌کنند.
نامهٔ امیرکبیر به کدخدایان انارک در محرم ۱۲۶۷ قمری، سند تاریخی‌ای است که به پرداخت وجهی برای ساخت حصار انارک می‌پردازد. امیرکبیر در این نامه به اهالی دربارهٔ ساخت قلعه و حصار برای امنیت از دستبرد راهزنان هشدار داده است. نکتهٔ قابل توجه دیگر در این نامه اشاره به شیوع وبا در انارک است.
در اواخر سدهٔ سیزدهم قمری و در عصیان نایبیان کاشان، راه‌زنان با وجود مقامت اهالی انارک را تسخیر کردند. احتمالاً شخصی به نام «نایب علی» رهبری دفاع مردم را در مقابل «نایب حسین» (نایب‌حسین کاشی، سردستهٔ راه‌زنان) بر عهده داشته است. آثارِ گلوله‌های سواران مهاجم هنوز بر دیوارِ گِلی و کنگره‌دار دورِ آبادی قابل مشاهده است. پس از تسخیر آبادی به دست راه‌زنان، عدهٔ زیادی از مردم انارک به اصفهان، تهران، شاهرود و سمنان مهاجرت کردند و جمعیت منطقه یکباره کاهش یافت.
آمار سال ۱۳۵۵ جمعیت فعال اقتصادی انارک را تنها ۹ نفر اعلام می‌کند. این رقم در سال ۱۳۶۵ به ۱۰۸ نفر افزایش یافته است.
ریچارد فرای گزارش می‌کند که در مسیر نائین به انارک، به درمانگاهی برخورد کرده که پزشکی اتریشی اداره‌اش می‌کرده است. این درمانگاه احتمالاً پیش از جنگ جهانی دوم، به دست آلمان‌ها در کنار چند ساختمان دیگر به منظور احداث راه‌آهن ساخته شده بوده است. این راه‌آهن هیچ‌گاه احداث نشد.
از اسناد دیگری که هم‌اکنون از میان رفته‌اند یک گچبری در مسجد حاج محمدرضا بوده است. این گچبری نشانگر قدمت ۲۵۰ ساله مسجد بوده و در دهه ۶۰ به دست مرمتگران نابود شده است. سنگ شناسنامه کاروانسرای رَباط نیز در دهه ۷۰ به سرقت رفت. بقایای برج و بارو، در و دروازه، کوچه و پس‌کوچه‌های باریک و پرپیچ و خم این شهر نشان از اندیشهٔ دفاعی در ساخت بافت شهر دارد. بافت قدیمی انارک شامل هفت محله به نام‌های بیابانک، بیک‌علی، حصار، عرب‌ها، سراب، قافله‌گاه و جوباره است.
نخستین مدرسهٔ انارک، دبستان فرخی است که در ۱۳۱۵ شمسی تأسیس شده است.

## انارک به عنوان تبعیدگاه

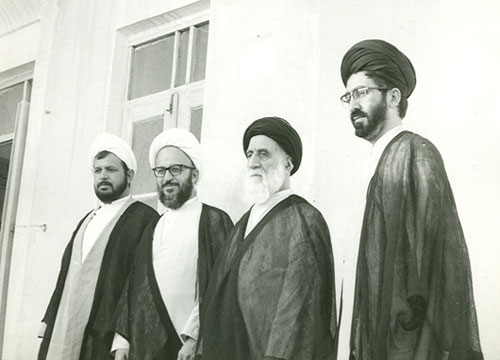
تصویری از تبعیدیان در انارک، از راست به چپ: هادی خسروشاهی، مرتضی پسندیده و مکارم شیرازی (۱۳۵۷)

انارک یکی از تبعیدگاه‌های مهم زندانیان خطرناکدر زمان شاه فقید بود. سید مرتضی پسندیده برادر روح‌الله خمینی، مکارم شیرازی و سید محمدصادق روحانی از مراجع تقلید، خلخالی، حبیب‌الله طاهری گرگانی امام جمعه گرگان، سیدهادی خسروشاهی، و محمد صادق کرباسچی تهرانی از چهره‌های سرشناسی هستند که مدتی را در انارک در تبعید به سر برده‌اند.

## جاذبه‌های گردشگری و شهری
با توجه به وسعت بخش انارک و قرار گرفتن کویر ریگ جن و قسمتی از کویر سیاه کوه در این منطقه، مردم محلی اقدام به راه‌اندازی اقامتگاه‌های بوم گردی نموده و میهمانان را با غذاهای محلی پذیرایی می‌نمایند. شتر سواری، تفریح در تپه‌های شنی، برنامه‌های رصدی و اجرای مراسم‌های محلی از جاذبه‌های این منطقه می‌باشد. جاذبه‌های گردشگری اطراف انارک، عبارت است از اسماعیلان که دارای اقامتگاه بوم گردی نیز می‌باشد، برج و باروهای موجود در کوه‌ها، روستای چوپانان، روستای اشین (عشین)، ریگ زار علم، معدن متروکه باقرق، آب انبار، موزه مردم‌شناسی، دره انجیر و … می‌باشد. سوم فروردین ماه هر سال مراسمی در کوه دره انجیر به مناسبت نوروز برگزار می‌گردد و ساکنین انارک و سایر اشخاص که در این زمان به شهر اجدادی خود سفر نموده‌اند در این مراسم گرد هم آمده و پس از آن همگی به اسماعیلان رفته و در آنجا نیز جشن نوروزی خود را ادامه می‌دهند.
در شهر انارک جاذبه‌های تاریخی عبارتند از برج و باروها و دروازه‌هایی که از آن‌ها بقایایی باقی مانده است. علاوه بر این‌ها کوچه و پس کوچه‌هایی در این شهر قرا ر دارد که شامل کاروانسرا، مسجد جامع، حمام، حسینیه و خانه‌های مسکونی نیز وجود دراد. کالبد قدیمی انارک، شامل هفت محله است که بر اساس وضعیت طبقاتی، موقعیت مکانی و کاربری محلات نامگذاری شده‌اند و شامل محلات بیابانک، بیک علی، حصار، عرب‌ها، سراب، قافله گاه و جوباره می‌گردد.
بادگیرهایی در این شهر تاریخی وجود دارد که فضاهای داخلی و خارجی بناها را تزئین کرده‌اند. مسجد قدیمی حاج محمدرضا که قدمت این محراب به سال ۱۱۸۱ هجری قمری بازمی‌گردد. با توجه به مرمت ناآگاهانه ای که در این مسجد سال ۱۳۶۶ صورت گرفته تاریخ محراب آن از بین رفت، کنار مسجد حاج محمدرضا یک حمام عمومی هم وجود دارد که موزه میراث فرهنگی شده است. کمی بالاتر با گذر از بخش طبقاتی شهر می‌توان حسینیه قدیمی انارک را هم دید. در شهر انارک، موزه مردم‌شناسی انارک وجود دارد که در آن برخی ابزارهای قدیمی مورد استفاده در زمان‌های گذشته (اعم از وسایل نخ ریسی، پنبه زنی، آینه شمعدان‌های قدیمی، ابزارهای مورد استفاده در معادن انارک و …) وجود دارد و بازدید از آن خالی از لطف نیست، همچنین در این موزه تصاویر اشخاصی که در معادن اطراف انارک مشغول به کار بودند به چشم می‌خورد، برخی وسایل موجود در موزه نیز اهدایی اشخاص ساکن در انارک به این موزه بوده است.
رباط (کاروانسرا) انارک که بازسازی گردیده است، امروزه پذیرای توریست‌ها و مسافرین می‌باشد و امکان اقامت در آن وجود دارد.
علاوه بر آن اقامتگاه بوم گردی اسماعیلان در نزدیکی انارک نیز چنین امکانی را برای مسافران فراهم می‌آورد.
از جمله دیگر کاروانسراهای قدیمی که در این منطقه می‌باشد و البته هم اینک در حال بازسازی می‌باشد «کاروانسرای مشجری» در نزدیکی انارک می‌باشد. این کاروانسرا واقع در مشجری می‌باشد، وجه تسمیه آن به علت وجود درخت‌های متعدد در این منطقه کویری می‌باشد.

## گویش
گویشی که در انارک به آن صحبت می‌شود از گویش‌های مربوط به گویشهای ایران مرکزی است. تفاوت این گویش با گویش مردم نائین تنها در لهجه و آواهاست.
| فارسی معیار | انارکی       | فارسی معیار | انارکی   |
| ----------- | ------------ | ----------- | -------- |
| حرف زدن     | hengashtmoon | جویدن       | jārtmoon |
| نمی‌شود گفت  | nābovāt      | برویم       | ishem    |
| من می‌گویم   | mo evaji     | همه         | himeh    |
| پدرم        | peyom        | مادرم       | māyom    |
| پسر         | pur          | دختر        | dot      |

واژه‌نامه انارکی به قلم اختر سهرابی انارکی نیز جهت آشنایی بیشتر با این گویش قابل استفاده می‌باشد.
آقای محمد علی ابراهیمی انارکی، برای افزایش اطلاعات عمومی انارکی‌ها و سایرین کتب متعددی نوشته و منشتر نموده که از جمله آن انارک از دیدگاه تاریخی، جغرافیایی و اجتماعی، فرهنگ کویر، پژوهشی در انساب، مدرسه فرخی انارک و … می‌باشد، همچنین نامبرده چند کتاب شعر با تخلص «کویر» نیز منتشر نموده که عبارت است از «ای نارُسینه» و «مجموعه اشعار شعر کویر».

## مانور نیروی هوایی
در سال ۱۳۹۵، هواپیماهای شکاری بمب افکن نیروی هوایی ارتش جمهوری اسلامی ایران، در رزمایشی کویر انارک را بمباران کردند.

## معادن و کانی‌ها
انارک از معادن زیر زمینی فراوان و نیز معادن سنگ (مانند سنگ صورتی انارک و معدن مرمریت سبز عشین) بهره‌مند گردیده که می‌توان به:
1. معدن مس مسکنی
2. معدن مس تالمسی
3. معدن سرب و روی نخلک
4. معدن سرب و روی چاه خربزه
5. معدن آهن خالو حیدر
6. معدن آهن بته علم
7. معادن منگنز
8. معدن مس باقرق
9. معدن مس تلخه
10. معدن مس چاه خونی
11. معدن نیکل چاه شوره
12. معدن سرب چاه میله
13. معدن مس سبرز
14. معدن مس و طلای کال کافی
15. معدن مس کوه بزرگی
16. معدن مس کپه حلوانی
17. معدن مس و نیکل گودمراد
18. معدن مس و نیکل چشمه کریم
19. معدن مس مس کنی
20. معدن مس چاه پلنگ
21. معدن مس و طلای خونی
22. معدن مس قبله
23. معدن مس تنوره
24. معدن مس پوزه
25. معدن مس قنده هاری
26. معدن سرب مرغه
27. معدن سرب چاه معلا
28. معدن سرب و طلای ریزآب دم
29. معدن سرب دم سفید
30. معدن آهن خواروبوالعظیم (؟)
31. معدن سرب و زغال سنگ سیاه کوه
32. معدن آهن چاه سفید
33. معدن آهن خالوحیدر
34. معدن آهن بوته اسماعیلان
35. معدن آهن قالگاه
36. معدن سرب خومو
37. معدن سرب گودر
38. معدن سرب بزکش
39. معدن سرب سوزابه
40. معدن زاج چاه لقه
41. معدن کرومیت دم عبدوله
42. معدن زاج گردنه زاغاب
43. معدن فیروزه و آهن چفت چغو
44. معدن گوگرد معلا
45. معدن گوگرد سنگ آب
46. معدن گوگرد آفتاب رو
47. معدن آنتیموان و طلای پتیار ترکمانی اشاره کرد.

کانی‌های زیر نیز در انارک کشف و طبق مکان اکتشاف نامگذاری شده‌اند:
- تالمسیت (Talmessite): آرسنات آب‌دار کلسیم، منیزیم و باریم. این کانی را باریان و هرپن در سال ۱۹۶۰ در معدن قدیمی تالمسی در کنار روستایی به همین نام در انارک یزد کشف کردند و نام این معدن را بر آن گذاشتند. این کانی ویژگی فلوئورسان دارد و رنگ آن بی‌رنگ تا سبز می‌شود.
- ایرانیت (Iranite): کرومات سرب آب‌دار. این کانی را باریان و هرپن در سال ۱۹۶۳ در یکی از معدن‌های قدیمی سه‌برز در شمال غربی انارک کشف کردند و نام ایرانیت را بر آن نهادند. این کانی زرد زعفرانی و دارای جلای شیشه‌ای، در پیرامون نایبندان نیز یافت می‌شود.
- خونیت (Khunite): کرومات سرب، روی و مس. این کانی را ادیب و اتمان در سال ۱۹۷۰ میلادی در معدن قدیمی خونی در شمال انارک کشف کردند. این کانی، به کانی ایرانیت شباهت زیادی دارد، اما رنگ زرد آن به قهوه‌ای گرایش دارد.
- انارکیت (Anarakite): کلریدِ بازیِ روی و مس. این کانی را ادیب و اتمان در سال ۱۹۷۲ در انارک کشف کردند و نام همین بخش را بر این کانی سبز رنگ نهادند.